# 하품요정 아쿠비
《하품요정 아쿠비》(일본어: よばれて とびでて! アクビちゃん 요바레테 도비데테! 아쿠비짱[*])는 일본의 사사가와 히로시가 제작한 애니메이션이다. 원 제목은 《부르면 튀어나와요! 아쿠비짱》(よばれて とびでて! アクビちゃん)이다. 2001년 12월 11일부터 2002년 11월 11일까지 일본의 키즈 스테이션을 통해 방영되었고, 대한민국에서는 2004년에 대교어린이TV를 통해 《하품요정 아쿠비》라는 이름으로 방영되었다. 총 26화로 1,2기 각각 13화씩 구성되어 있다.

## 개요
아쿠비라는 캐릭터는 원래 1969년에 방영된 일본의 타츠노코 프로덕션이 제작한 《재채기 대마왕》이라는 TV 시리즈 애니메이션에서 등장했던 캐릭터로, 극중에서 많은 인기를 얻었던 귀여운 '진 (아랍계의 정령)' 캐릭터를 빌려와 제작한 파생 작품이라 할 수 있다. '진'은 정령을 의미하는 것이라 모양이나 성격이 다양하기 그지없지만, 일반적으로는 '알라딘과 마법의 램프'에서 등장하는 램프의 요정이 가장 유명할 것으로 본다. 이 작품에서는 하품을 하면 호리병에서 나타나 주인의 소원을 들어주는 귀여운 요정으로 등장한다.

## 등장 인물
- 아쿠비
  - 성우 : 타니이 아스카 / 한국판 - 차명화

이 작품의 주인공으로 자신의 주인인 '네무타 코론'이 바닷가에서 발견한 이 후로 '코론'의 소원을 들어주며 함께 살고있는 소녀이다. 마법의 호리병 옆에서 누군가가 하품을 하면 튀어나오는데 호리병 속에서 나타나면 "필요할 때는 얼마든지 불러주세요." 라고 한다. 하품을 한 사람의 시종이 되어 마법을 사용해 주인의 고민을 털어주는 게 원칙이지만 아직 어설픈 요정이라 번번히 실패하는 경우가 많다. 장난꾸러기라서 때로는 고민을 해결하기도 전에 폭주해 버리는 경우도 있다. 참고로 전에 하품으로 호리병 속에서 나오게 했던 주인이 다시 하품을 하면 호리병 속으로 들어가게 되는데, 그 때는 걸려 있던 마법까지 함께 풀리게 된다.
- 네무타 코론 (한국판 - 한나리)
  - 성우 : 노가와 사쿠라 / 한국판 - 윤미나

'아쿠비'의 주인으로 착하고 솔직한 아이지만 무척이나 소심한 것이 문제인 초등학교 5학년 소녀이다. 손재주가 좋아서 봉제인형 같은 것을 만드는 솜씨는 수준급이다. 우연히 주워온 '아쿠비'의 호리병 덕에 본의 아니게 '아쿠비'의 주인이 되어버린다. '아쿠비'의 마법은 거의 도움이 되지 못하지만, 밝고 활발한 성격의 '아쿠비' 덕에 조금씩 활발해지고 있다. 긴장을 하면 잠이 오는 버릇이 있어 하품을 자주 하게 되는데 그로인해 '아쿠비'가 자주 나타나게 된다.
- 네무타 우라라 (한국판 - 송그림)
  - 성우 : 야나기사와 마유미 / 한국판 - 오수경

'네무타 코론'의 엄마로 그림책의 일러스트를 담당한다. 차를 몰고 나가서 마음에 드는 것이 있으면 스케치북에 담아오곤 한다.
- 네무타 마사무 (한국판 - 한동화)
  - 성우 : 야마모토 케이이치로 / 한국판 - 전광주

'네무타 코론'의 아빠로 알레르기가 많아 재채기를 자주하는 것이 특징이다.
- 몽몽

'아쿠비'의 머리에 숨어있는 작은 동물로, '아쿠비'가 "펼쳐라 몽몽"이라는 주문을 외치면 하늘을 날아다니는 융단으로 변신한다.
- 하쿠숀 대마왕 (한국판 - 재채기 대신)
  - 성우 : 폴 포니파스 조나단 프리먼 이토 에이지 / 한국판 - 이채진

'아쿠비'와 아버지로 '아쿠비'와 함께 인간세계로 가고 싶지만 '대대마왕'이 허락해주지 않아 매일같이 한탄이 그치지 않는다. 마음이 약한 편이라 '아쿠비'가 원하는 것이면 뭐든지 들어주며, '대대마왕'을 모시는 대신이다. 실은 이 시리즈의 원전에 해당하는 애니메이션인 《하쿠숀 대마왕》의 주인공이다.
- 대대마왕 (한국판 - 대왕마마)
  - 성우 : 클로드 버드랜드 더 글라스실 발 베틴 로빈 윌리엄스 길버트 갈프리드 178cm 코리 버튼 댄 케스텔라네타 제프 베넷 오오히라 토오루 / 한국판 - 이완호 조동희 기연호

마법계에서 가장 높은 사람으로, '하쿠숀 대마왕'조차 그와 앞에서는 아무말도 못할 정도이다. '아쿠비'를 인간계로 보낸 것도 대대마왕이 결정한 것이다.
- 후지와라 에리카 (한국판에서는 정해진 이름이 없어 선생님으로 등장한다.)
  - 성우 : 코바야시 사나에 / 한국판 - 신영애

'코론'네 반의 담임 선생님이다. 평소에는 예쁘고 상냥한 선생님이지만, 취미인 코스프레에 푹 빠져 있어 간혹 '슈퍼히로인 에리카'로 변신해 버린다.
- 이이네 요시아 (한국판 - 정찬우)
  - 성우 : 코바야시 유미코 / 한국판 - 오수경

'코론'의 클래스메이트로, 단순하고 솔직하고 쾌활한 남자 아이이다. 변덕이 심해 장래희망이 매주 바뀌는 것이 특징이라 "반드시 ○○가 되겠어"라는 말을 자주한다. '아쿠비'의 비밀을 '코론'과 본인만 알고 있고, 참고로 집은 애완동물 가게를 운영하고 있다.
- 오죠 카렌 (한국판 - 백장미)
  - 성우 : 사오토메 미호 / 한국판 - 하미경

부잣집 딸에 재색을 겸비한 아가씨로 누구나 동경하는 '코론'네 반의 여왕이다. 그녀의 옆에는 항상 쌍둥이들이 함께 다니고 있다. 자신의 미모에 자부심을 가지고 있으며 허영심이 많다. 하지만 자기 마음에 들지 않으면 화를 내는 까탈스러운 면모가 있다.
- 테크노 히로시 (한국판 - 나천재)
  - 성우 : 나가사와 나오 / 한국판 -

자칭 IQ 140의 천재적인 컴퓨터 마니아이다. 아버지는 미국에서 세계적인 전자제품 회사의 기술자로 일하고 있다. 자존심이 강하고 차가운 면도 있지만, '코론'에게 반해 한동안 스토커처럼 지내기도 한다.
- 히가시무라야 우마코 (한국판 - 왕수다)
  - 성우 : 쿠리타 가오리 / 한국판 - 최은애

'네무타'가의 옆집에 살고 있는 수다쟁이 아주머니이다. '아쿠비'가 마법을 쓰는 것을 자주 보고 이야기 하지만, 그 누구도 믿어주지 않는다.
- 히가시무라야 타츠키치 (한국판에서는 정해진 이름이 없어 왕수다 남편으로만 알려져 있다.)
  - 성우 : 이토 에이지 / 한국판 -

'우마코'의 남편으로 항상 신문을 보고 있어 얼굴을 가리는 모습으로 나온다. '우마코'가 마법을 쓰는 것을 볼 때마다 쪼르르 달려와 이야기 하지만, 그의 반응은 항상 시큰둥하다.
- 하쿠바 가쿠 (한국판 - 공미남)
  - 성우 : 후쿠야마 준 / 한국판 - 전광주

'코론'네 반으로 전학온 소년. 얼굴도 잘생기고 스포츠 만능에다, 심지어 집이 부잣집이라는 소문까지 돌고 있어 '코론'네 반의 여자아이들에게 인기가 많다. 가끔씩 의미를 알 수 없는 어려운 말을 할 때도 있다.